# Saint-Martin-d’Ablois
Saint-Martin-d’Ablois – miejscowość i gmina we Francji, w regionie Grand Est, w departamencie Marna.
Według danych na rok 1990 gminę zamieszkiwało 1431 osób, a gęstość zaludnienia wynosiła 65 osób/km².